# Machinima
Machinima – technika animacji polegająca na wykorzystaniu obrazu generowanego przez silniki graficzne, najczęściej te wykorzystywane przez gry komputerowe. W najprostszej wersji machinima polega po prostu na wykorzystaniu animacji z gier (poprzez tzw. renderowanie i np. dodanie podkładu muzycznego), w nieco ambitniejszej formie – na sterowaniu postaciami w grze w taki sposób, żeby uzyskać pożądaną sekwencję. W wersji najtrudniejszej machinima polega na modyfikowaniu kodu gry.
Machinimy powstają na podstawie m.in.: Garry’s Mod, serii Gothic, serii Grand Theft Auto, Halo: Combat Evolved, Minecraft, serii The Elder Scrolls, The Sims oraz World of Warcraft.
Termin to kontaminacja słów machine (maszyna) i cinema (kino).

## Historia
Początki machinimy sięgają lat 80. XX wieku, kiedy kwitła tzw. demoscena na komputery ośmiobitowe i crackerzy modyfikowali kody gier, umieszczając w nich własne tzw. intra. Następnym krokiem była możliwość rejestrowania i odtwarzania zachowań gracza w trójwymiarowym środowisku gry. Taka możliwość pojawiła się w grach Stunt Island (1992) oraz Doom (1993). Ta druga gra zaczęła być modyfikowana przez fanów, a wokół gry Quake (1996), wyrosła cała subkultura rejestrująca walki graczy i tworząca zaawansowane tzw. mody.
Pierwszą produkcją, uznawaną przez znawców za machinimę w dzisiejszym znaczeniu tego słowa, jest wykonany w silniku Quake film Diary of a Camper z 1996 roku, który jako pierwszy był czymś więcej niż tylko nagraniem przebiegu rozgrywki.